# Liste des communes françaises de la Haute-Loire ayant changé de nom au cours de la Révolution
Pour un article plus général, voir Liste des communes françaises ayant changé de nom au cours de la Révolution.
Cet article présente la liste des communes françaises de la Haute-Loire ayant changé de nom au cours de la Révolution.

## Haute-Loire
Les noms des communes qui ont conservé leur nom révolutionnaire sont surlignés en bleu ciel.
| Commune                                                | Nom révolutionnaire     | Notice Ehess-Cassini |
| ------------------------------------------------------ | ----------------------- | -------------------- |
| Besseyre-Saint-Mary (La)                               | La Besseyre-Nivôse      | no 3978              |
| Bouchet-Saint-Nicolas (Le)                             | Bouchet-le-Lac          | no 5058              |
| Ceyssac                                                | Ceyssac-la-Roche        | no 7388              |
| Espaly-Saint-Marcel                                    | Espaly-et-Marcel        | no 12991             |
| Fix-Saint-Geneys                                       | Fix-d'Auvergne          | no 31851             |
| Fix-Saint-Geneys                                       | Fix-le-Haut             | no 31851             |
| Fix-Saint-Geneys                                       | Geneix-de-Fix           | no 31851             |
| Monastier-sur-Gazeille (Le)                            | Mont-Breysse            | no 22794             |
| Polignac                                               | Mont-Danise             | no 27374             |
| Roche-en-Régnier                                       | Maurice-de-Roche-Marat  | no 29340             |
| Roche-en-Régnier                                       | Roche-Marat             | no 29340             |
| Saint-André-de-Chalencon                               | André-sur-Ance          | no 30377             |
| Saint-Arcons-d'Allier                                  | Arcons-sur-Allier       | no 30471             |
| Saint-Arcons-de-Barges                                 | Arcons-Méjeanne         | no 30472             |
| Saint-Austremoine                                      | Austremoine-d'Avène     | no 1945              |
| Saint-Beauzire                                         | Beauzire-l'Union        | no 30671             |
| Saint-Bérain                                           | La Roche-Bérain         | no 30703             |
| Saint-Bonnet-le-Froid                                  | Bonnet-Libre            | no 30763             |
| Saint-Christophe-sur-Dolaison                          | Christophe              | no 30900             |
| Saint-Christophe-sur-Dolaison                          | Christophe-la-Montagne  | no 30900             |
| Saint-Christophe-sur-Dolaison                          | Mont-Pelé               | no 30900             |
| Saint-Cirgues                                          | Cirgues-d'Allier        | no 30943             |
| Saint-Clément-de-Pradelles (réunie à Pradelles)        | Robertin                | no 30982             |
| Saint-Didier-d'Allier                                  | Le Chier-d'Allier       | no 31208             |
| Saint-Didier-la-Séauve (devenue Saint-Didier-en-Velay) | Mont-Franc              | no 35790             |
| Saint-Didier-sur-Doulon                                | Didier-des-Côtes        | no 31197             |
| Saint-Eble (réunie à Mazeyrat-d'Allier                 | Coupet                  | no 31257             |
| Saint-Étienne-du-Vigan                                 | Vigan-d'Allier          | no 31679             |
| Saint-Étienne-Lardeyrol                                | Fraycelier              | no 31685             |
| Saint-Étienne-Lardeyrol                                | Lardeyrol               | no 31685             |
| Saint-Étienne-près-Allègre (devenue Sainte-Marguerite) | La Visade               | no 31690             |
| Saint-Étienne-sur-Blesle                               | Mont-Étienne            | no 31626             |
| Saint-Étienne-sur-Blesle                               | Mont-Étienne-sur-Blesle | no 31626             |
| Saint-Ferréol-d'Auroure                                | Mont-Sec                | no 31755             |
| Saint-Ferréol-de Cohade                                | Cohade                  | no 31747             |
| Saint-Front                                            | Ardenne-la-Montagne     | no 31816             |
| Saint-Geneys-près-Saint-Paulien                        | Peyramont               | no 32184             |
| Saint-Georges-d'Aurac                                  | Aurac-Chavagnac         | no 31936             |
| Saint-Géron                                            | La Roche-Géron          | no 32132             |
| Saint-Haon                                             | La Parro                | no 32234             |
| Saint-Hilaire                                          | Mont-Hilaire            | no 32272             |
| Saint-Hostien                                          | Mont-Pigier             | no 32354             |
| Saint-Ilpize                                           | Roc-Libre               | no 32379             |
| Saint-Jean-d'Aubrigoux                                 | Ous-Brigoux             | no 32544             |
| Saint-Jean-de-Nay                                      | Nay                     | no 32500             |
| Saint-Jean-de-Nay                                      | Nay-la-Montagne         | no 32500             |
| Saint-Jean-Lachalm                                     | Lachalm-la-Montagne     | no 32558             |
| Saint-Jeures                                           | Mounier                 | no 32600             |
| Saint-Julien-Chapteuil                                 | Mont-Mégal              | no 18005             |
| Saint-Julien-d'Ance                                    | Mont-d'Ance             | no 32669             |
| Saint-Julien-des-Chazes                                | Les Chazes-d'Allier     | no 32690             |
| Saint-Julien-du-Pinet                                  | Mont-Alibert            | no 32699             |
| Saint-Julien-Molhesabate                               | Molhesabate             | no 32658             |
| Saint-Just-Malmont                                     | Mont-Blanc              | no 32749             |
| Saint-Just-près-Brioude                                | Just-l'Égalité          | no 32746             |
| Saint-Just-près-Chomelis                               | Bellevue-la-Montagne    | no 32766             |
| Saint-Laurent-Chabreuges                               | Chabreuges              | no 32796             |
| Saint-Léger (réunie à Sembadel)                        | Léger-les-Côtes         | no 32894             |
| Saint-Maurice-de-Lignon                                | Lignon                  | no 33566             |
| Saint-Pal-de-Chalencon                                 | Montalet                | no 33906             |
| Saint-Pal-de-Murs (devenue Saint-Pal-de-Senouire)      | Pal-Sénouire            | no 33905             |
| Saint-Paul-de-Tartas                                   | Mont-de-Tartas          | no 33999             |
| Saint-Paul-de-Tartas                                   | Tartas                  | no 33999             |
| Saint-Paulien                                          | Vélaune                 | no 34012             |
| Saint-Pierre-Eynac                                     | Eynac                   | no 34106             |
| Saint-Pierre-Eynac                                     | Montplot                | no 34106             |
| Saint-Préjet-Armandon                                  | Mont-Pregeix            | no 34278             |
| Saint-Préjet-d'Allier                                  | Rive-d'Ance             | no 34316             |
| Saint-Privat-d'Allier                                  | Privat-la-Roche         | no 34279             |
| Saint-Privat-du-Dragon                                 | Coteau-Libre            | no 28088             |
| Saint-Quentin (réunie à Chaspinhac)                    | Mont-Quentin            | no 34340             |
| Saint-Rémy (devenue Vergezac)                          | Montpignon              | no 34421             |
| Saint-Vénérand                                         | Vénérand-la-Garde       | no 34906             |
| Saint-Vert                                             | Vert-les-Eaux           | no 34908             |
| Saint-Victor-Malescours                                | Victor                  | no 34924             |
| Saint-Victor-sur-Arlanc                                | La Pénide               | no 34947             |
| Saint-Vidal                                            | Vénérand-la-Garde       | no 34906             |
| Saint-Vincent                                          | Mont-Clergot            | no 34972             |
| Saint-Voy-de-Bonas (devenue Mazet-Saint-Voy)           | Mont-Lizieu             | no 35018             |
| Sainte-Florine                                         | Florine-le-Charbon      | no 31755             |
| Sainte-Marie-des-Chazes (réunie à Chaspinhac)          | Marie-Pénible           | no 31513             |
| Sainte-Sigolène                                        | Ségolaine-les-Bois      | no 34662             |
| Varennes-Saint-Honorat                                 | Varenne-la-Raison       | no 38897             |
| Voûte-de-Polignac (La)                                 | Lavoûte-sur-Loire       | no 41059             |